# Zawet (gmina)
Zawet (bułg. Община Завет) – gmina w północno-wschodniej Bułgarii, w obwodzie Razgrad.

## Miejscowości
Miejscowości wchodzące w skład gminy Zawet:
- Brestowene (bułg.: Брестовене),
- Iwan Sziszmanowo (bułg.: Иван Шишманово),
- Ostrowo (bułg.: Острово),
- Prelez (bułg.: Прелез),
- Suszewo (bułg.: Сушево),
- Weselec (bułg.: Веселец),
- Zawet (bułg.: Завет) − siedziba gminy.